# Pomerania Nostra
Der deutsch-polnische Preis Pomerania Nostra ist eine binationale Auszeichnung für besondere Verdienste um Kunst, Literatur, Wissenschaft, Politik oder Wirtschaft für Vorpommern und die Woiwodschaft Westpommern.
Stifter des erstmals 2003 vergebenen Preises sind die Universitäten Greifswald und Stettin und die Redaktionen der Tageszeitungen Nordkurier und Kurier Szczeciński (Stettiner Kurier). 2009 traten die Städte Greifswald und Stettin dem Stifterkreis bei.
Der Preis Pomerania Nostra wird alle zwei Jahre abwechselnd in Greifswald und Stettin oder in einer durch die jeweils zuständige Universität ausgewählten Stadt überreicht. Er ist mit 3.000 Euro dotiert.

## Preisträger
- 2003 Berthold Beitz[3]
- 2005 Krzysztof Skubiszewski[4]
- 2007 Janina Jasnoswska, Michael Succow[5]
- 2009 Władysław Filipowiak[6][1]
- 2011 polenmARkT[7]
- 2013 Eugeniusz Kus[8]
- 2015 Norbert Hosten[9]
- 2017 Anna Wolff-Powęska[10]
- 2019 Uwe Schröder[11]